# 조지 로이 힐
조지 로이 힐(George Roy Hill, 1921년 12월 20일 ~ 2002년 12월 27일)은 미국의 영화 감독이다. 미네소타주 미니애폴리스 출신이다.

## 약력
예일 대학교에서 음악을 배우고 2차 세계 대전 중에 미국 해병대에서 조종사로 종군했다. 배우와 무대 감독, TV 감독으로 활동하다가 1964년 영화 감독으로 데뷔했다. 1969년 작품 《내일을 향해 쏴라》는 아카데미 감독상을 수상하였다.

## 작품

### 영화
- 적응 기간 (1962년)
- 토이즈 인 더 아틱 (1963년)
- 월드 오브 헨리 오리언트 (1964년)
- 하와이 (1966년)
- 모던 밀리 (1967년)
- 내일을 향해 쏴라 (1970년)
- 죽음의 순례자 (1972년)
- 스팅 (1973년)
- 그레이트 왈도 페퍼 (1975년)
- 슬랩 샷 (1977년)
- 리틀 로맨스 (1979년)
- 가프 (1982년)
- 테러리스트 (1984년)
- 유쾌한 농장 (1988년)

## 경력
- 1975년 제28회 칸영화제 심사위원

## 수상
- 1971년 제24회 영국 아카데미 시상식 감독상
- 1974년 제26회 미국 감독 조합상 영화부문 감독상
- 1974년 제46회 아카데미 시상식 감독상